# Jarosław Jagiełło
Jarosław Tomasz Jagiełło (Łódź; 15 de Maio de 1971 — ) é um político da Polónia. Ele foi eleito para a Sejm em 25 de Setembro de 2005 com 13727 votos em 9 no distrito de Łódź, candidato pelas listas do partido Prawo i Sprawiedliwość.